# Diocesi di Aggar
La diocesi di Aggar (in latino Dioecesis Aggaritana) è una sede soppressa e sede titolare della Chiesa cattolica.

## Storia
Aggar, identificabile con Sidi-Amara nell'odierna Tunisia, è un'antica sede episcopale della provincia romana di Bizacena.
Non è facile stabilire la serie dei vescovi per questa sede episcopale, a causa dell’omonimia, nelle fonti coeve, con un'altra diocesi della Bizacena, la diocesi di Aggersel; le due sedi sono indicate con il latino Aggeritanus o Aggaritanus.
I vescovi in discussione sono quattro. Alla conferenza di Cartagine del 411, che vide riuniti assieme i vescovi cattolici e donatisti dell'Africa romana, presero parte il cattolico Emiliano e il donatista Candorio. Emiliano è probabilmente da identificare con l'omonimo vescovo che sottoscrisse la lettera sinodale del concilio antipelagiano di Milevi nel 416; e forse anche con il vescovo che prese parte al concilio cartaginese del 418, a meno che non si tratti di Emiliano di Bennefa. Candorio invece era uno dei sostenitori di Massimiano, contro Primiano, sulla sede donatista di Cartagine, e prese parte al concilio di Cabarsussi del 393.
Sulla lista dei vescovi della Bizacena convocati a Cartagine dal re vandalo Unerico nel 484 si trovano due vescovi Aggaritani, Filzioso (29º posto) e Donato (108º posto), entrambi condannati all'esilio.
Mandouze assegna Emiliano e Candorio alla diocesi di Aggar, mentre per Filzioso e Donato è impossibile stabilire a quale delle due sedi appartenessero. Mesnage e Morcelli inseriscono Emiliano, Candorio e Donato nella lista dei vescovi di Aggersel, mentre Filzioso sarebbe l'unico vescovo di Aggar. Toulotte invece distribuisce questi tre vescovi in tre diocesi distinte: Donato a Aggar, Filzioso alla diocesi di Aggarsel-Nepte, e infine Emiliano e Candorio alla diocesi di Agger.
Dal 1933 Aggar è annoverata tra le sedi vescovili titolari della Chiesa cattolica; dal 18 dicembre 1993 il vescovo titolare è Antoni Józef Dlugosz, già vescovo ausiliare di Częstochowa.

## Cronotassi

### Vescovi
- Emiliano ? † (prima del 411 - dopo il 418 ?)
  - Candorio ? † (prima del 393 - dopo il 411) (vescovo donatista)
- Filzioso o Donato † (menzionato nel 484)

### Vescovi titolari
- Joseph Ludwig Buchkremer † (28 ottobre 1961 - 24 agosto 1986 deceduto)
- Alfred Kostelecky † (12 novembre 1986 - 10 febbraio 1990 nominato ordinario militare in Austria)
- František Radkovský (17 marzo 1990 - 31 maggio 1993 nominato vescovo di Plzeň)
- Antoni Józef Dlugosz, dal 18 dicembre 1993